# Католандия
Католандия (порт. Catolândia) — муниципалитет в Бразилии, входит в штат Баия. Составная часть мезорегиона Крайний запад штата Баия. Входит в экономико-статистический  микрорегион Баррейрас. Население составляет 2959 человек на 2006 год. Занимает площадь 659,717 км². Плотность населения — 4,5 чел./км².

## Статистика
- Валовой внутренний продукт на 2003 год составляет 8 807 347,00 реалов (данные: Бразильский институт географии и статистики).
- Валовой внутренний продукт на душу населения на 2003 год составляет 2916,34 реалов (данные: Бразильский институт географии и статистики).
- Индекс развития человеческого потенциала на 2000 год составляет 0,626 (данные: Программа развития ООН).